# Monstereophonic (Theaterror vs. Demonarchy)
Monstereophonic (Theaterror vs. Demonarchy) je studiové album finské rockové skupiny Lordi. Vydáno bylo v březnu roku 2016 a jeho producentem byl Nino Laurenne.

## Seznam skladeb
1. „SCG8: One Message Waiting“ – 1:10
2. „Let's Go Slaughter He-Man (I Wanna Be the Beast-Man in the Masters of the Universe)“ – 4:30
3. „Hug You Hardcore“ – 3:40
4. „Down with the Devil“ – 4:29
5. „Mary Is Dead“ – 4:37
6. „Sick Flick“ – 4:00
7. „None for One“ – 4:15
8. „SCG VIII: Opening Scene“ – 1:22
9. „Demonarchy “– 6:01
10. „The Unholy Gathering“ – 5:09
11. „Heaven Sent Hell on Earth“ – 5:43
12. „And the Zombie Says “– 6:23
13. „Break of Dawn“ – 5:47
14. „The Night the Monsters Died“ – 7:13

## Obsazení
- Mr. Lordi
- Amen
- Ox
- Mana
- Hella